# Numa Denis Fustel de Coulanges
Numa Denis Fustel de Coulanges (Parigi, 18 marzo 1830 – Massy, 12 settembre 1889) è stato uno storico francese.
Il suo nome resta legato a un'opera che ha fatto epoca, La città antica, pubblicata nel 1864.

## Biografia
Numa Denys Fustel de Coulanges è nato in una famiglia proveniente dalla Bretagna e trasferitasi a Parigi. Suo padre era un tenente di vascello che venne a mancare poco dopo la nascita del figlio. Allora Fustel fu accolto dal nonno che,  grazie all'amicizia che lo legava al Provveditore, riuscì a farlo ammettere al Liceo Carlomagno di Parigi. A quanto pare, fu il direttore in persona a prendersi in carico le rette scolastiche del giovane Fustel.
Giovane liceale, egli legge con avidità le lezioni di François Guizot sulla Civilizzazione in Francia, che avranno una notevolissima influenza sulla sua futura attività di storico. Allievo mediamente dotato, egli fu ammesso alla Scuola normale superiore «a un livello mediocre», come scrisse in seguito il suo allievo e biografo Paul Guiraud. Con l'atmosfera che si respirava in quel periodo ideologicamente travagliato, egli frequentò assiduamente la biblioteca della Scuola. Nominato membro dell'École française d'Athènes, durante il suo soggiorno in Grecia Coulanges diresse degli scavi archeologici sull'isola di Chio. 
Nel 1858 egli sostiene una tesi sullo storico greco Polibio e un'altra in latino sulle Vestali, in un momento in cui sono all'ordine del giorno accesissime discussioni circa le questioni cruciali inerenti ai fondamenti delle origini indoeuropee. Nel 1860 è nominato professore di Storia presso l'Università di Strasburgo, dove organizza i suoi appunti di corso che costituiranno la materia de La città antica, la sua opera maggiore, nella quale riesce a evidenziare magistralmente il ruolo svolto dalla religione nell'evoluzione politica e sociale della Grecia e di Roma. Il Liceo Imperiale di Strasburgo è stato ribattezzato, nel 1919, Liceo Fustel de Coulanges in ricordo del professore di Storia dell'università cittadina. Obbligato a lasciare Strasburgo a causa dell'annessione dell'Alsazia-Lorena da parte dei tedeschi nel 1870, viene nominato quell'anno stesso maestro delle conferenze presso l'École normale supérieure (di cui diventerà direttore nel 1883). È necessario notare che, non appena scoppiò la guerra, si vide questo mite professore indossare la sua uniforme di guardia nazionale e montare la guardia ai bastioni. Fustel, sin da allora, polemizzò contro Theodore Mommsen in una serie di articoli (ripubblicati ripetutamente, tra cui una volta nel 1917, sotto il titolo di Questioni Contemporanee). Nel 1875 Fustel ottenne una cattedra di professore alla Sorbona. Fu eletto anche membro dell'Académie des sciences morales et politiques.
Per curiosità, e ancor più se alcuni argomenti riguardanti l'Antichità lo interessavano, in particolare quello relativo alla proprietà e alla sua trasmissione, Fustel de Coulanges si rivolgeva verso la storia medievale, da un lato per mostrare quanto le istituzioni francesi non hanno nulla in comune con il Diritto tedesco (la Francia era allora in pieno conflitto con la Germania) e dall'altro per asserire un certo numero delle sue intuizioni metodologiche. 
Insegnante capace di attirare a sé un numero elevato di discepoli sia per la qualità del suo lavoro che per il carisma intellettuale che lo avvolge, Fustel è un innovatore che introduce la storiografia francese su nuovi binari. 
Secondo lui l'impegno politico, caro a Jules Michelet e ad Augustin Thierry, deve essere scartato allo scopo di evitare ogni preconcetto e di favorire per quanto possibile la verità storica.
Nel 1888 egli espone, nella celebre prefazione de La Monarchia Franca (II Volume della sua monumentale Storia delle istituzioni politiche dell'antica Francia, la cui pubblicazione ha avviato un progetto durato più di dieci anni), le regole ferree di un metodo storiografico che lo storico deve rispettare, con lo sguardo unicamente puntato sulla Scienza.
Fustel progettava di mettere in cantiere un'opera che coprisse il periodo storico che va dalla fine dell'Impero romano fino alla Rivoluzione francese. Malauguratamente egli, malato, al momento della sua morte, nel 1889, aveva appena abbozzato la struttura dell'opera organizzando l'immensa mole di materiale che aveva riunito in più di venti anni di ricerche. 
Incompiuta, la sua "Storia delle istituzioni politiche dell'antica Francia" (sei volumi) sarebbe stata scrupolosamente portata a termine da uno dei suoi fedeli discepoli, Camille Jullian, futuro esperto della storia della Gallia. 
Alcuni volumi, già interamente redatti dal maestro, non necessitavano che di poche correzioni, come "La Gallia Romana" e "Le origini del regime feudale", mentre altri,  appena iniziate (Le trasformazioni della regnanza durante l'epoca carolingia, pubblicato nel 1891), furono ricomposti pressappoco per intero a partire da note sparse. 

Sebbene il contenuto delle sue opere sia oggi superato dalle ricerche più recenti, l'opera di Fustel resta ancora preziosa per la sua qualità intrinseca,  ma soprattutto per lo sforzo dell'autore di ricostruire con la maggiore esattezza possibile i sentimenti e i bisogni degli uomini delle epoche passate. La sua influenza è importante in particolar modo per ciò che attiene al ruolo fondamentale che svolsero le religioni nella strutturazione delle società. Il sociologo Émile Durkheim dedicherà la sua tesi universitaria alla memoria di Fustel de Coulanges.

## La città antica
La città antica, pubblicato nel 1864 da Fustel de Coulanges a proprie spese diviene, nonostante le feroci critiche dei colleghi dello storico francese,  presto un best seller conoscendo ben sette edizioni in quindici anni venendo poi distribuito anche in occasione delle consegne annuali dei premi di distinzione scolastica nei licei della Francia. In essa Fustel mette in evidenza un problema che lo interessa ai più alti livelli, e cioè i rapporti tra la proprietà e le istituzioni politico-religiose. Secondo lui gli antichi non conoscevano né la libertà della vita privata, né la libertà dell'educazione, né la libertà religiosa. La persona umana contava ben poca cosa di fronte a questa santa autorità pressoché divina che veniva chiamata “la patria” o “lo Stato”.
Fustel identifica un comune struttura sociale e un comune processo di costruzione della città antica sia greca che romana, formate da famiglie, fratrie, tribù e città. La città passa dall'essere definita da un sistema famigliare e dall'associazione di un centinaio di capifamiglia in competizione tra loro, alla contrapposizione di due classi sociali nettamente distinte che si sposano e creano legami di sangue al proprio interno, vedendo la plebe esclusa dal sistema delle gentes patrizie, confinate a vivere in povertà e senza diritti ai margini dei centri urbani.

Tre rivoluzioni segnano la nascita e il declino dei centri urbani: 
- la detronizzazione del re da parte della sua aristocrazia;
- l'affermazione di una struttura familistica e clanica diversa e meno influente del gruppo fondativo del primo nucleo urbano;
- l'ingresso della plebe nella parte sacra e interdetta della città, nella vita religiosa e politica prima riservata al popolo, che era identificato con l'insieme delle famiglie patrizie e dei loro clientes.[1]

## Opere
- La città antica, Parigi, Durand, 1864. Modificata in occasione della settima edizione, Hachette.
- Storia delle istituzioni della Francia, Parigi, 1874. Ripresa in diversi volumi nella Storia delle antiche istituzioni francesi, Parigi, Hachette, 1901-1914.
- Ricerche su alcuni problemi della Storia, Parigi, Hachette, 1885.
- La monarchia franca, Parigi, Hachette, 1888.
- L'allodio e il suolo rurale durante l'età merovingia, Parigi, Hachette, 1889
- Questioni storiche, riviste e completate sulle note dell'autore da Camille Jullian, Parigi, Hachette, 1893.
- Nuove ricerche su alcuni problemi di Storia, Parigi, Hachette, 1891.
- Questioni contemporanee, Parigi, Hachette, 1919.
- La Gallia romana, Parigi, Edition de Fallois, 1998.